# 罗德贝格
罗德贝格（德語：Rodeberg，發音：[ˈʁoːdəˌbɛʁk]）是德国图林根州温斯特鲁特-海尼希县曾经的一个市镇，面积26.68平方千米，2023年12月31日人口为2,030人。2024年1月1日，该市镇解散，其市辖区艾根里登并入市镇米尔豪森，市辖区施特鲁特并入市镇丁格尔施泰特。